# Януш Старжик
Януш Старжик (пол. Janusz Starzyk, 22 березня 1964) — польський боксер.

## Аматорська кар'єра
1984 року він завоював свою єдину медаль на чемпіонаті Польщі серед дорослих і взяв участь у змаганнях Дружба-84 спортсменів з соціалістичних країн, які бойкотували Олімпійські ігри 1984. В турнірі переміг одного суперника і програв Каримжану Абдрахманову (СРСР), зайнявши третє місце, після чого участі у значних у міжнародних змаганнях не брав.